# شش‌ماهی آفریقایی خالدار
شش‌ماهی آفریقایی خالدار (نام علمی: Protopterus dolloi) نام یک گونه از سرده شش‌ماهی‌های آفریقایی است.